# Mathilde Ramadier
Mathilde Ramadier est une scénariste de bande dessinée, journaliste, traductrice et auteure d'essais née le 17 décembre 1987 à Valence.

## Biographie
Enfant, elle dit adorer les héroïnes puissantes et marginales. Elle pense, par exemple, à la figure de la sorcière qui ont été pour elle des figures d'attachement et de fascination. Selon elle, elles représentent le mystère au sens de la liberté.
Aux études, elle fréquente la communauté LGBTQ+ à Paris. Elle sort régulièrement et elle commence à s'identifier comme queer. Elle navigue entre la Provence et la capitale allemande. Lors de ses débuts en écriture, la précarité économique se fait sentir.

## Carrière professionnelle
Pendant 12 ans, elle écrit à destination des adultes. En février 2024, pour la première fois, elle publie un livre jeunesse, Les gens heureux de Pizzacati, illustré par Benoît Perroud.

## Œuvres

### La belle de mai: Fabrique de révolutions
Lors d'une résidence à la Maison des auteurs de la Friche de la Belle de Mai, Mathilde Ramadier réalise un long travail de documentation sur la grève des cigaretières en 1887.
Cette bande dessinée, mise en images par Élodie Durand, met en lumière une période oubliée de l'histoire ouvrière des femmes à la manufacture de tabacs de Marseille, devenue aujourd'hui friche de la Belle de Mai.

### Vivre fluide: quand les femmes s'émancipent de l'hétérosexualité
Dans son ouvrage Vivre fluide Mathilde Ramadier interroge 42 personnes, principalement des femmes, des personnes qui s'identifient comme non-binaires, bisexuelles ou pansexuelles. Selon elle, ce livre de sciences humaines est une invitation pour les femmes, non une injonction, à s'écouter par rapport à leur désir individuel, à profiter l'abondance du monde et de s'en saisir de manière légère et ouverte.

## Publications

### Scénarios de bande dessinée
- Rêves syncopés, Dargaud, Paris, 2013
Scénario : Mathilde Ramadier - Dessin : Laurent Bonneau
- Sartre, Dargaud, Paris, 2015
Scénario : Mathilde Ramadier - Dessin : Anaïs Depommier
- Berlin 2.0, Futuropolis, Paris, 2016
Scénario : Mathilde Ramadier - Dessin : Alberto Madrigal
- Et il foula la terre avec légèreté, Futuropolis, Paris, 2017
Scénario : Mathilde Ramadier - Dessin : Laurent Bonneau
- Vous n’espériez quand même pas un CDD ?, Le Seuil, Paris, 2018
Scénario et dessin : Mathilde Ramadier
- Corps public, Les Éditions du Faubourg, Paris, 2021
Scénario : Mathilde Ramadier - Dessin : Camille Ulrich
- La belle de mai : Fabrique de révolutions , Futuropolis
Scénario : Mathilde Ramadier - Dessin : Élodie Durand - Couleurs : 2024

### Essais
- Bienvenue dans le nouveau monde. Comment j’ai survécu à la coolitude des start-ups, Paris, Premier Parallèle, 2017
- Arne Næss, Pour une écologie joyeuse, Arles, Actes Sud, coll. « Domaine du Possible », 2017
- Vivre fluide. Quand les femmes s’émancipent de l’hétérosexualité, Paris, Éditions du Faubourg, 2022
- L'Écologie profonde, Que sais-je ?, 2023  (ISBN 978-2715413597)

### Traductions
- Bastian Obermayer (en) et Frederik Obermaier (en), Le Secret le mieux gardé du monde. Le Roman vrai des Panama Papers, Le Seuil, 2016 ; traduction de l’allemand
- Tiphaine Rivière, Studierst Du noch oder lebst Du schon?, Knaus Verlag, 2016 ; traduction du français
- Maria Alekhina, Jours d’insurrection. Une Pussy Riot témoigne, Le Seuil, 2017 ; traduction de l’anglais
- Simon Schwartz, Icône, Éditions Ici-même, 2018 ; traduction de l’allemand
- Nous n'avons pas peur : le courage des femmes iraniennes, témoignages de seize femmes iraniennes (dont Golshifteh Farahani et Narges Mohammadi), recueillis par Natalie Amiri et Düzen Tekkal, Éditions du Faubourg, 2024 ; traduction de l'allemand

## Prix et distinctions
- 2018 : prix Tournesol pour Et il foula la terre avec légèreté[7]
- 2017 : prix de BD géographique au Festival International de Géographie de Saint-Dié-des-Vosges pour Et il foula la terre avec légèreté[8]